# Elgin Elwais
Elgin Tulop Elvais (ur. 5 marca 1988) – palauski zapaśnik walczący w obu stylach. Olimpijczyk z Pekinu 2008, gdzie zajął dziewiętnaste miejsce w kategorii 55 kg w stylu klasycznym.
Zajął 25. miejsce na mistrzostwach świata w 2006. Dwa złote medale na igrzyskach Pacyfiku w 2007 i na miniigrzyskach Pacyfiku w 2005. Zdobył cztery złote medale na igrzyskach mikronezyjskich w 2006 i 2010. Czternastokrotny medalista mistrzostw Oceanii w latach 2004 - 2013 roku.
- Turniej w Pekinie 2008

Przegrał z Hamidem Surijanem z Iranu i odpadł z turnieju.